# 10-я Краинская пехотная дивизия
10-я Краинская пехотная дивизия (серб. 10. крајишка пешадијска дивизија) — одно из трёх воинских формирований Армии Республики Сербской на оперативно-тактическом уровне. В дивизию входили три лёгкие пехотные бригады: 6-я Санская, 11-я Дубицкая и 17-я Ключская. К 23 мая 1992 в составе 10-й дивизии были 3597 солдат, 266 младших офицеров и 235 старших офицеров общей численностью 4098 человек (на 2% больше номинального размера). Дивизия участвовала во взятии города Яйце в ходе операции «Врбас 92». Позднее была расформирована: 6-я Санская и 11-я Дубицкая лёгкие пехотные бригады были включены в состав 1-го Краинского корпуса, а 17-я Ключская — в состав 2-го Краинского корпуса.